# Tutin
Tutin (Servisch: Тутин) is een gemeente in het Servische district Raška. Tutin telt 30.054 inwoners (2002). De oppervlakte bedraagt 742 km², de bevolkingsdichtheid is 40,5 inwoners per km².
In 2011 verklaarde 90% van 31.155 inwoners te behoren tot de Bosnische minderheid in Servië. De gemeente is hiermee de meest Bosnische gemeente van Servië.

## Plaatsen in de gemeente
| - Arapoviće - Baljen - Batrage - Baćica - Biohane - Blaca - Bovanj - Boroštica - Braćak - Bregovi - Brniševo - Bujkoviće - Velje Polje - Veseniće - Vrapče | - Vrba - Glogovik - Gluhavica - Gnila - Godovo - Gornji Crniš - Gradac - Gujiće - Gurdijelje - Guceviće - Devreč - Delimeđe - Detane - Dobri Dub - Dobrinje | - Dolovo - Draga - Dubovo - Dulebe - Đerekare - Ervenice - Žirče - Župa - Žuče - Zapadni Mojstir - Izrok - Istočni Mojstir - Jablanica - Jarebice - Jezgroviće | - Jeliće - Južni Kočarnik - Kovači - Koniče - Leskova - Lipica - Lukavica - Melaje - Mitrova - Morani - Naboje - Nadumce - Namga - Noćaje - Oraše | - Orlje - Ostrovica - Paljevo - Piskopovce - Plenibabe - Pokrvenik - Pope - Popiće - Potreb - Pružanj - Raduhovce - Raduša - Ramoševo - Reževiće - Ribariće | - Rudnica - Ruđa - Saš - Severni Kočarnik - Smoluća - Starčeviće - Strumce - Suvi Do - Točilovo - Tutin - Ćulije - Crkvine - Čarovina - Čmanjke - Čukote | - Šaronje - Šipče - Špiljani |

## Geboren
- Mensur Suljovic (1972), darter